# Dircé chrétienne dans le cirque de Néron
Dircé chrétienne dans le cirque de Néron ou Dircé chrétienne (en russe : Христианская Дирцея в цирке Нерона ; polonais : Dirce chrześcijańska) est un tableau de grand format réalisé en 1897 par le peintre et académicien polonais, sujet de l'Empire russe Henryk Siemiradzki (1843-1902). Le tableau fait partie des collections privées du Musée national de Varsovie à Varsovie en Pologne.
Les dimensions du tableau sont de 263 × 530 cm,.

## Sujet
Le sujet du tableau provient du livre l'Antéchrist de l'écrivain et historien français Ernest Renan qui a lui-même utilisé les témoignages des auteurs latins. Historiquement l'époque du sujet correspond aux années 60 du premier siècle de notre ère, durant la seconde moitié du règne de l'empereur Néron, quand ont commencé les persécutions contre les disciples du christianisme. Ceux qui professaient cette religion ont été condamnés à mort pour trouble de l'ordre public. L'un des modes de théâtralisation de l'exécution des condamnés consistait à les attacher à un taureau féroce, que des gladiateurs faisaient ensuite courir dans l'arène du cirque jusqu'à ce que mort s'ensuive pour la victime et pour le taureau.
Cette méthode brutale d'exécution était inspirée d'un mythe ancien dont il existe plusieurs variantes,. La nymphe Antiope, l'épouse thébaine du roi Lycos, a été séduite par Zeus (dans la version romaine ancienne par Jupiter) et donne naissance à deux fils Zéthos et Amphion. Pour cette infidélité, Antiope est rejetée par le roi Licos et placée en garde à vue. Zéthos et Amphion sont jetés au hasard, mais des bergers les trouvent puis les élèvent. Le roi Licos épouse alors Dircé, qui commencé pour sa part à traiter brutalement Antiope. Lors d'une fête, pour offrir un sacrifice à Dionysos, Dircé veut attacher Antiope aux cornes d'un taureau féroce et laisser l'animal s'enfuir en la traînant. Les fils Zéthos et Amphion apprennent ce qu'il advient à leur mère et réussissent à la libérer. Ils attachent alors Dircé au taureau et elle subit alors la mort qu'elle avait préparée pour Antiope.
Nikolaï Mikhaïlovski dans son article Quatre expositions artistiques (1898) donne une description de ce tableau qui figure au catalogue VI de l'exposition de la Société des artistes de Saint-Pétersbourg :
« Le sujet du tableau est emprunté aux récits de Clément de Rome et de Caius Julius Hyginus. L'épisode de l'apparition dans l'arène du cirque d'un taureau indomptable auquel est attachée une jeune femme chrétienne rappelle l'exécution semblable infligée à la reine Dircé par la volonté de ses deux beaux-fils Amphion et Zéthos. Attachée au taureau avec des cordes entrelacées de fleurs, et aux cornes de l'animal par ses longs cheveux, la jeune femme apparaît sans vie après ces souffrances physiques horribles, et la honte subie. Le taureau perd du sang là ou le gladiateur désigné pour ce faire l'a achevé à la lance. Le spectacle est terminé. Néron est descendu de son palanquin porté par des esclaves   numides dans l'arène. Il est accompagné par son préfet préféré, le cruel et dépravé
Tigellin et par quelques collaborateurs. L'empereur s'approche de sa victime, et admire la plasticité du groupe mythologique qu'il a reproduit. »

## Description
Au premier plan, au centre du tableau, un taureau mort et gisant à ses côtés la Dircé chrétienne, une belle femme dénudée aux cheveux blonds, attachée au taureau par des cordes ornées de fleurs. À gauche des victimes, en toge couleur mauve, brodée d'or, l'empereur Néron est descendu des tribunes pour mieux examiner sa victime. À sa gauche, tourné de côté, le préfet Tigellin et derrière lui, apparemment, des collaborateurs de l'empereur.
Sur le bord droit du tableau sont représentés des ouvriers du cirque avec des fourches, qui s'apprêtent à emporter les cadavres. À l'arrière-plan, contre le mur, se tiennent des joueurs de buccin et un gladiateur. Des esclaves numides se tiennent à l'entrée de l'arène avec le palanquin de Néron. Les détails de l'architecture du cirque sont décrits soigneusement par le peintre. En haut, dans les tribunes d'autres spectateurs se penchent pour voir ce qui se passe dans l'arène.

## Histoire

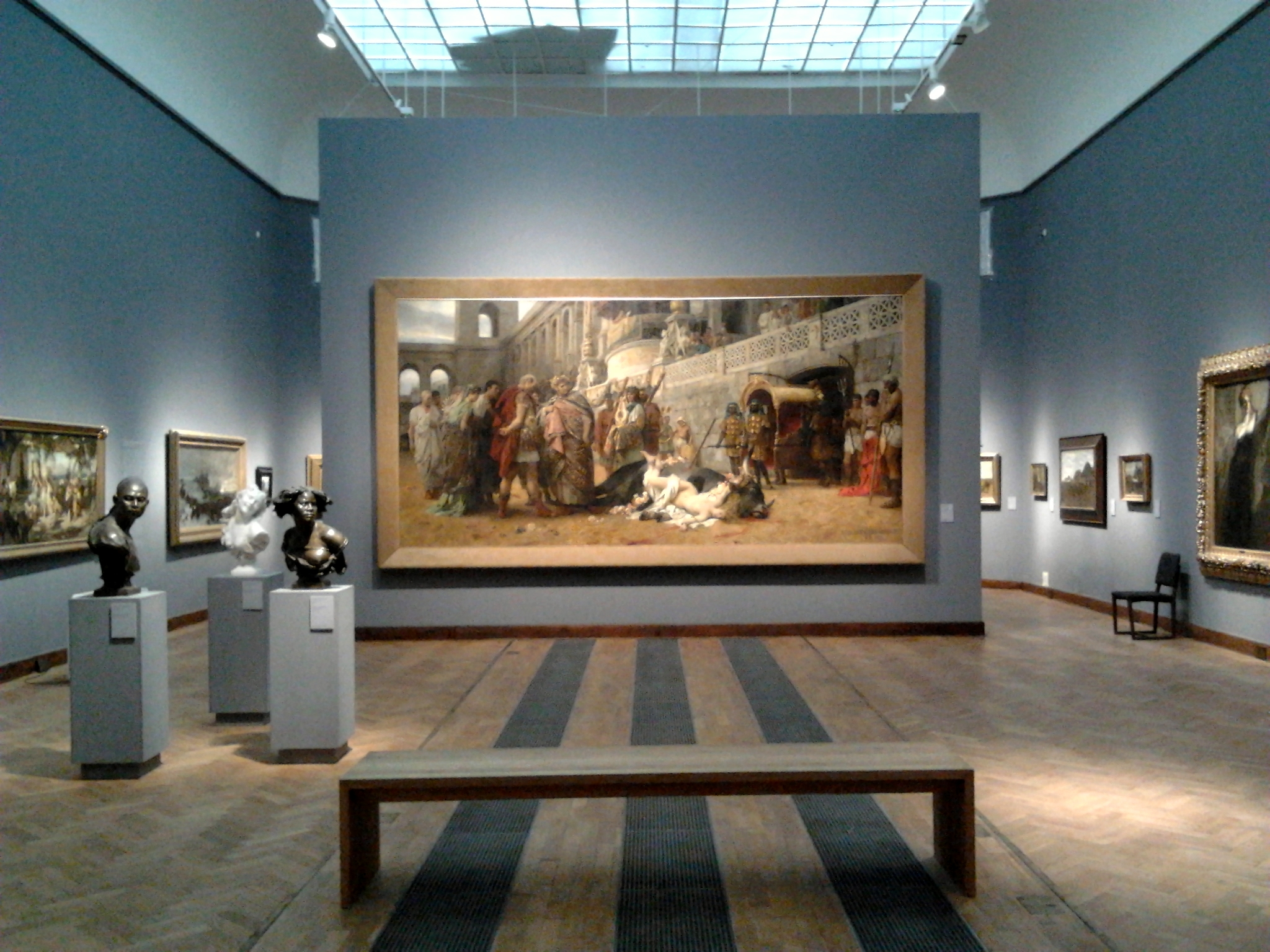
Le tableau dans la salle de l'art du XIXe siècle du Musée national de Varsovie.

Le travail du peintre s'est terminé pour ce tableau durant la première moitié de l'année 1897. En mai 1897 Dircé chrétienne est présentée à l'exposition universelle de Venise au département russe et, selon les commentateurs, est devenu le « clou de l'exposition » en même temps que le tableau d'Ilia Répine intitulé Duel. Bien que l'exposition elle-même n'ait pas été un succès ces deux toiles ont attiré une foule de spectateurs.
En février 1898, le tableau Dircé chrétienne dans le cirque de Néron a été exposé à Saint-Pétersbourg, à la IVe exposition de la Société des artistes de Saint-Pétersbourg. Semiradzki avait été élu peu de temps auparavant membre de cette société.
L'historien d'art Wjatscheslaw Leonidowitsch Glasytschew dans son ouvrage La Russie au croisement du modernisme écrit en 1989 observe :
« Cependant, l'analyse de la presse des années 1897-1898 permet de révéler avec certitude l'évènement le plus important de la vie artistique de la Russie. La  VI exposition de Saint-Pétersbourg de la Société des artistes a exposé un tableau impressionnant de Henryk Siemiradzki Dircé chrétienne dans le cirque de Néron. Possédant parfaitement une technique artistique et d'humeur qui met l'ornementation en adéquation avec le contenu de ses toiles il a pris possession de l'imagination des masses. Les critiques de gauche (révolutionnaires-démocratiques) et de droite (académisme traditionnel) pouvaient jeter des pierres contre la presse professionnelle tant qu'il leur plaira. Le public allait voir Siemiradzki exactement comme dans les années 1980 du XXe siècle il allait voir Ilya Glazounov ou Alexandr Shilov (en). Ils ont fait ce choix. »
Siemiradzki lui-même était habitué aux critiques agressives contre sa peinture. Mais il a été fasciné du fait que son tableau Dircé chrétienne ait été choisi pour illustrer le roman historique d'Henryk Sienkiewicz Quo vadis ?, qui était également consacré au règne de Néron et à la persécution des chrétiens. Les premières variantes de la toile de Siemiradzki sont apparues avant la parution du roman de Sienkiewicz (écrit dans les années 1894-1896), et le peintre les a partagées avec le romancier quand il lui a rendu visite.
Dircé chrétienne est la dernière grande toile de Siemiradzki qui est mort en août 1902.